# Brjanka
Brjanka (ukrajinsky Брянка) je město v Luhanské oblasti na Ukrajině. Leží ve východní části Donbasu bezmála 60 kilometrů na západ od Luhanska, hlavního města oblasti. Patří k aglomeraci Alčevsk-Stachanov, přičemž sousedí se Stachanovem na severu, s Alčevskem na východě, s Artemivskem na jihu a s Almaznou na západě. V roce 2013 žilo v Brjance přes 47 tisíc obyvatel. Od jara 2014 je de facto ovládáno samozvanou Luhanskou lidovou republikou.

## Historie
V roce 1889 byl založen uhelný důl Brjanka a v jeho blízkosti vznikla hornická osada Důl Bryansk. V listopadu 1917 byla v osadě nastolena sovětská moc.
V průběhu druhé světové války bylo město obsazeno wehrmachtem od 12. července 1942 do 2. září 1943, kdy jej dobyla Rudá armáda.
Dne 30. prosince 1962 získala Brjanka status města a zároveň k ní byly připojeny okolní obce Krasnopolje, Krivorožje a Sabovka. V roce 1969 ve měst existovala továrna na výrobu vrtné techniky, továrna na zpracování rud a v deseti uhelných dolech se těžilo uhlí.
Po vyhlášení nezávislosti Ukrajiny byla snížena podpora uhelnému průmyslu, do roku 2006 byla většina dolů uzavřena.
Od jara 2014 město de facto ovládá samozvaná Luhanská lidová republika. Nejvyšší radou Ukrajiny je Brjanka vedena jako dočasně okupované území.
V roce 2019 byl v Brjance uzavřen poslední důl na uhlí – Vergelevskaja.